# Saturn-Apollo 10

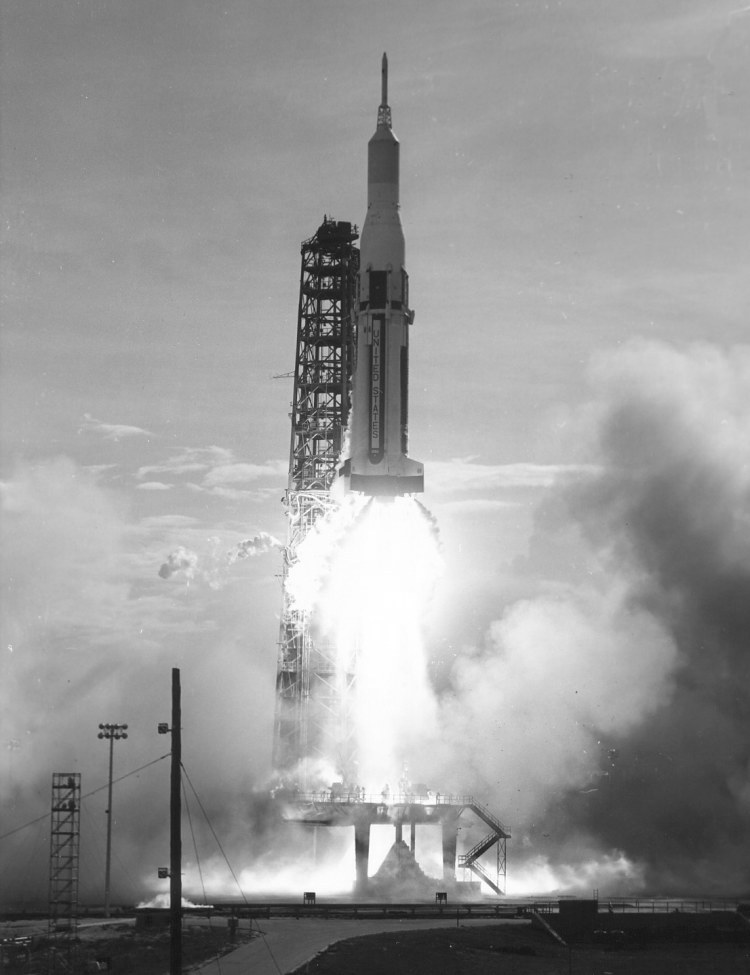
Start misji Saturn-Apollo 10

Saturn-Apollo 10 (A-105) – testowy lot z makietą statku Apollo (tzw. boilerplate) w ramach programu Apollo. Makieta nosiła oznaczenie BP-9. Na orbicie umieszczono satelitę Pegasus 3, który był transportowany w makiecie modułu serwisowego statku. Był to ostatni lot, w którym wykorzystano rakietę Saturn I.

## Cele misji
1. Ocena ilości mikrometeoroidów na niskiej orbicie okołoziemskiej.
2. Test działania satelity Pegasus.
3. Test termicznej powłoki ochronnej drugiego stopnia rakiety.
4. Test separacji makiety statku Apollo od drugiego stopnia rakiety (S-IV/IU/SMA).
5. Dalsze testy algorytmów sterowania i ocena ich dokładności.

## Przebieg misji
Szósta z kolei rakieta wersji Block 2 i trzecia, która znalazła się na stanowisku startowym od momentu zakończenia testów, wystartowała o 13:00:00 UTC, 30 lipca 1965 roku. Ładunek znalazł się na orbicie o parametrach: perygeum – 528,8 km i apogeum – 531,9 km. Misja zakończyła się pełnym sukcesem i realizacją wszystkich wytyczonych celów.
Makieta statku Apollo krążyła po orbicie okołoziemskiej jeszcze przez ponad 10 lat. Spłonęła przy wejściu w atmosferę 22 listopada 1975.

### Pegasus 3[3]
Ze względu na duże rozmiary, satelita zajmował zarówno przestrzeń w makiecie modułu serwisowego, jak i w drugim stopniu rakiety. Zaprojektowany do badania zagrożenia zderzenia z mikrometeoroidami na orbicie okołoziemskiej. Satelita znalazł się na orbicie w 640,252 sekundzie lotu, a jego działanie nie budziło zastrzeżeń. Wszystkie systemy satelity działały sprawnie, a rozłożenie paneli detektorów mikrometeoroidów odbyło się zgodnie z planem.

## Podsumowanie
Był to już piąty start kombinacji Saturn/Apollo. Stanowisko nr 37B wykorzystano już po raz szósty. Praca silników pierwszego i drugiego stopnia rakiety była prawidłowa, podobnie jak działanie systemu sterowania rakiety. Wibracje rakiety mieściły się w granicach normy. Niezawodność układu diagnostycznego w czasie lotu wyniosła 98,8%. Osłona modułu dowodzenia (BPC) została oddzielona w 812,10 sekundzie lotu. Prędkość umieszczonego na orbicie ładunku, w 10 sekundzie po wyłączeniu silników drugiego stopnia rakiety była o 0,7 m/s mniejsza od zamierzonej.